# Demoduláció
A demoduláció olyan eljárás, amellyel a modulált jelből visszanyerjük az információt hordozó eredeti jelet. Ez a művelet a moduláció inverz művelete.
Azt az áramkört, amely a modulált jelből visszanyeri a moduláló jelet, demodulátornak nevezzük.
A demoduláció során a moduláló jelet, vagyis az információt tartalmazó jelet leválasztják a vivőhullámról.

## Kapcsolódó oldalak
- Amplitúdómoduláció
- Szögmoduláció

- Demodulátor